# David Delrieu
David Delrieu, nacido el 20 de febrero de 1971 en Aurillac, es un ciclista francés que fue profesional de 1996 a 2001.

## Palmarés
1996
- Boucles de la Mayenne
- Tour de l'Ain, más 1 etapa
- 1 etapa del Tour del Porvenir

2001
- 1 etapa del Tour de l'Ain

## Resultados en Grandes Vueltas y Campeonatos del Mundo
Durante su carrera deportiva ha conseguido los siguientes puestos en las Grandes Vueltas y en los Campeonatos del Mundo en carretera:
| Carrera         | 1996 | 1997 | 1998 | 1999 | 2000 | 2001 |
| --------------- | ---- | ---- | ---- | ---- | ---- | ---- |
| Giro de Italia  | -    | -    | -    | -    | -    | -    |
| Tour de Francia | -    | Ab.  | -    | -    | 83.º | -    |
| Vuelta a España | -    | -    | -    | -    | -    | -    |
| Mundial en Ruta | -    | -    | -    | -    | -    | -    |

-: no participa

Ab.: abandono